# Acacia oncinophylla
Acacia oncinophylla är en ärtväxtart som beskrevs av John Lindley. Acacia oncinophylla ingår i släktet akacior, och familjen ärtväxter.

## Underarter
Arten delas in i följande underarter:
- A. o. oncinophylla
- A. o. patulifolia